# Krone Georgs, Prince of Wales

Die Krone Georgs als Prince of Wales entspricht heute noch der heraldischen Krone des Prince of Wales

Die Krone Georgs als Prince of Wales (englisch Coronet of George, Prince of Wales) wurde 1901–1902 hergestellt. Sie wurde anlässlich der Krönung Eduards VII. als Rangkrone des Thronfolgers für dessen Sohn, den damaligen Prince of Wales und späteren König Georg V. hergestellt, um sie bei der Krönung tragen zu können. Sie entspricht der Machart englischer Kronen, weist im Gegensatz zur Königskrone aber nur einen durchgehenden Bügel auf.
Sie wurde 1911 bei der Krönung Georgs V. von seinem Sohn Eduard als nächstem Prince of Wales getragen. Als dieser als König Eduard VIII. 1936 wieder abdankte, nahm er die Krone illegaler Weise ins französische Exil mit, wo sie bis zu seinem Tode 1972 verblieb und anschließend nach Großbritannien zurückkehrte. Daher musste für die Investitur des nächsten Prince of Wales, Charles 1969 eine neue Krone hergestellt werden. Heute wird sie im Tower of London aufbewahrt.